# 董学升
董 学昇（漢音読み：とう がくしょう、簡体字：董学升、繁体字：董學昇、拼音：Dǒng Xuéshēng、Dong Xuesheng、1989年5月22日 - ）は、中華人民共和国・遼寧省大連市出身のサッカー選手。中国サッカー・スーパーリーグ・河北華夏幸福所属。ポジションはフォワード。

## 来歴

### クラブ

#### 広州恒大
2014年2月28日、移籍金は発生しないで大連阿爾濱から広州恒大へ完全移籍した。

#### 河北華夏幸福
2016年、河北華夏幸福へ完全移籍した。

## タイトル

### クラブ
広州恒大
- AFCチャンピオンズリーグ：1回 (2015)
- 中国サッカー・超級リーグ：2回 (2014, 2015)